# Klaus Peeck
Klaus Peeck (Amburgo, 21 novembre 1947) è un attore tedesco.

## Biografia
Dal 1970 al 1973, Klaus Peeck frequenta l'Accademia di Musica e Spettacolo di Amburgo. Tra i tanti film interpretati (elencati qui sotto), è famoso per aver recitato nella soap opera Wege zum Glück - Spuren im Sand, nel ruolo di Bernd Sieverstedt (dalla puntata 31), sostituendo Dietmar Huhn.

## Filmografia parziale

### Cinema
- 8:28 (8 Uhr 28), regia di Christian Alvart (2010)
- Deutschstunde, regia di Christian Schwochow (2019)

### Televisione
- La clinica della Foresta Nera (Die Schwarzwaldklinik) – serie TV, episodio 1x21 (1987)
- Un caso per due (Ein Fall für zwei) – serie TV, 10 episodi (1981-2021)
- Tatort – serie TV, 3 episodi (1996-2010)
- Ich schenk dir meinen Mann, regia di Karola Hattop – film TV (1998)
- Kolle - Ein Leben für Liebe und Sex, regia di Susanne Zanke – film TV (2002)
- Mit einem Rutsch ins Glück, regia di Dietmar Klein – film TV (2003)
- Krista – serie TV, episodio 1x05 (2003)
- Der Elefant - Mord verjährt nie – serie TV, 1x01 (2004)
- Ein Baby für dich, regia di Imogen Kimmel – film TV (2004)
- Mein Leben & ich – serie TV, episodio 3x05 (2004)
- Alles Atze – serie TV, episodio 5x10 (2005)
- Wenn du mich brauchst, regia di Bodo Fürneisen – film TV (2006)
- Un caso per due – serie TV, episodio 7x26 (2006)
- Il nostro amico Kalle (Da kommt Kalle ) – serie TV, episodi 2x09-3x01 (2007)
- Guardia costiera (Küstenwache) – serie TV episodio 12x09 (2008)
- Il medico di campagna (Der Landarzt ) – serie TV, episodio 18x13 (2009)
- SOKO Wismar – serie TV, episodio 6x02 (2009)
- Rosa Roth – serie TV, episodi 1x27-1x28 (2009)
- Beate Uhse - Das Recht auf Liebe, regia di Hansjörg Thurn – film TV (2011)
- 2012: Morden im Norden
- 2012: Wege zum Glück
- 2014, 2018: Großstadtrevier
- 2017: SOKO Wismar
- 2018: Fast perfekt verliebt
- 2018: Deutschstunde
- 2019: SOKO Hamburg
- 2021: Nord Nord Mord - Sievers und die Stille Nacht
- 2022: Fern von Sporki
- 2023: SOKO Leipzig: Mit einem Bein
- 2023: Der Hahn ist tot
- 2023: Glück ist eine Entscheidung
- 2023: Ich will mein Glück zurück
- 2023: Yunan (aka Nothing of Nothing Remains)